# 禁教令
禁教令（きんきょうれい）は、ある宗教を信仰し布教したりすることを禁ずる命令（法令）のことである。日本においては特にキリスト教を禁じていたものを指し、キリスト教禁止令（キリシタン禁制、禁令）とも呼ばれる。禁制扱いになった宗教は邪宗門と呼ばれた。
通常、単に禁教令と言った場合には、日本で慶長17年（1612年）及び翌慶長18年12月22日（1614年1月31日）に江戸幕府が出したキリスト教を禁ずる法令を指す。世界においては、ローマ帝国におけるネロやディオクレティアヌスなどの皇帝によるキリスト教禁止の勅令と、それに伴う弾圧が知られているが、一般にはキリスト教徒に対する弾圧、迫害と一括りに呼ばれ、禁教令の語を充てない（例えばディオクレティアヌスによる303年の勅令と、それに伴う弾圧は「最後の大迫害」と呼ばれる）。
本項では、江戸時代のキリスト教政策を中心に、安土桃山時代以降の日本で行われた、カトリック教会への禁教令および関連する事項について説明する。

## 概要
狭義の意味での禁教令は、1612年（慶長17年）及び翌1613年に江戸幕府が発令したものである。広義の意味では1587年の豊臣秀吉によるバテレン追放令や明治政府による五榜の掲示が含まれる。もっとも早い禁教令は永禄8年（1565年）と同12年（1569年）に正親町天皇が出した追放令である。これは京都から宣教師を追放するという主旨であったが、織田信長によるカトリック教会の保護政策もあって、さほど効果はなかった。
これらは一口に禁教令と言っても性格は大きく異なる。正親町天皇の追放令やバテレン追放令は、その語が示すように、宣教師の追放を目的とした主に布教権の禁止であり、キリスト教自体への弾圧は主目的ではなく、キリスト教徒に対する強制改宗というような（つまり「禁教」）政策は取られなかった。
秀吉のバテレン追放令や書簡はキリスト教に対抗して、吉田神道の宇宙起源説を引用するなど、神国思想を意識的に構築しており、家康もその基本路線を踏襲している。秀吉の書簡や家康の禁教令はキリスト教を、統一された日本の宗教（儒教、神道、仏教の三教一致）の敵であると名指しで批判して、禁教令の正当性を示そうとしており、秀吉と江戸幕府の宗教政策には禁教令の観点から継続性が見られる。
今日に知られるような弾圧と呼べるものの最も早いものは、豊臣秀吉が1596年に出した禁教令で、この時は26名のキリスト教徒が処刑されている（日本二十六聖人）。ただし、この時も主にはフランシスコ会に的を絞った物で、禁教のための継続的な政策が取られたわけではなく、後を継いだ江戸幕府もそれに倣っている。
日本において、政策としてキリスト教への弾圧が始まるのは、1612年の禁教令からであり、明治初期まで続いた。

## 豊臣秀吉による禁教令

### 1587年の禁教令（バテレン追放令）
織田信長の跡を継いだ豊臣秀吉は当初は信長と同様にキリスト教容認の立場を取っていた。しかし、九州平定後の1587年7月（天正15年6月19日）にキリスト教宣教の制限を表明する。これは宣教師（バテレン）の国外退去を求めるものであったが、布教に関係しない外国人（商人）の出入りは自由なままであり、また（強制性を伴わない限りにおいて）個人でキリスト教を信仰すること自体も許されていた。大名のキリスト教への改宗についても秀吉の許可が必要だったという点を除けば可能であったが、実際には政治的圧力によって既にキリシタン大名であった黒田孝高が棄教したり、高山右近が信仰のために地位を捨てるということもあった。一方で小西行長や有馬晴信のようにキリスト教徒のままでいた者もいた。
また、退去を宣告された宣教師たちも抗議を行うなどして、南蛮貿易を重く見た秀吉は以後黙認する形を取っている。結果として、追放令以後も宣教師達は（制限付きだが）活動することはできた。むしろ、この後、関ヶ原の戦い前後まで毎年1万人余が新たに洗礼を受けていたなど、キリスト教の広がりは活発であった。
秀吉が禁教令を発令した目的には諸説あり、「外交権、貿易権を自身に集中させ国家としての統制を図るため」「九州で日本人の奴隷売買が行われていると知り、それを禁止させるため」「キリスト教徒による神社仏閣への迫害」などがある。ヨーロッパは日本の植民地化をもくろんでいて、キリスト教はその尖兵の役を果たし、その意図に気づいたため、秀吉はキリシタンの禁圧に乗り出した、との説明があるが、この説には無理があり、この時期に日本に盛んに来航していたポルトガル、スペインは実は国力が乏しく、日本のように抵抗力のある国を植民地化するなど、とても不可能であるという指摘がある。
これらの発令の原因とされる諸説は日本で提案されているもので、ポルトガルやイエズス会は現存しているにも関わらず、日本人による一方的な批判によって構成されている。「神社仏閣への迫害」説については、仏教徒の領主が十字架を倒す等の宗教施設の破壊行為を行いキリスト教徒に対して仏教に強制改宗するように命じたり、1563年十一月七日頃、修道院やキリシタンの農民たちの家を燃やす事件を起こす等、双方の信者間での対立関係が激化していた。神社仏閣の破壊についてはイエズス会の責任者は寺社の破壊を禁じていた。
奴隷や人身売買を原因とする説については、1537年に発令された教皇勅書スブリミス・デウスは異教徒を奴隷とする事を禁じ、イエズス会は日本人を奴隷として売買することを禁止するようにポルトガルに呼びかけていたこと、ポルトガル国王セバスティアン1世は大規模になった奴隷交易がカトリック教会への改宗に悪影響を及ぼすことを懸念して1571年に日本人の奴隷交易の中止を命令したことについて秀吉が知っていたかどうかについては不明である点には留意が必要である。
バテレン追放令は日本で最初の国策としてのキリスト教への制限ではあるが、キリスト教やその信者への弾圧が目的ではなく、また形式的なものであったことに注意が必要である。
追放令を命じた当の秀吉は勅令を無視し、イエズス会宣教師を通訳やポルトガル商人との貿易の仲介役として重用していた。1590年、ガスパール・コエリョと対象的に秀吉の信任を得られたアレッサンドロ・ヴァリニャーノは2度目の来日を許されたが、秀吉が自らの追放令に反してロザリオとポルトガル服を着用し、聚楽第の黄金のホールでぶらついていたと記述している。
秀吉はポルトガルとの貿易関係を中断させることを恐れて勅令を施行せず、1590年代にはキリスト教を復権させるようになった。勅令のとおり宣教師を強制的に追放することができず、長崎ではイエズス会の力が継続し、豊臣秀吉は時折、宣教師を支援した。
1587年、フィリピンには2隻の日本船が来航したが、バテレン追放令の敵対的政策と整合しないためスペイン人の疑惑は深まり、フアン・ガヨというキリスト教徒で冒険家の日本人に対してフィリピン人の反乱計画に加担した容疑がかけられた。1589年、30〜40人の巡礼者と称する日本人の集団がマニラを訪問した。彼らはマニラ周辺の河口を15リーグ (単位)歩いて偵察し去っていったが、スペイン人はこれを日本側の諜報活動と見ており、秀吉の領土拡張政策の始まりと考えた。1591年には原田孫七郎がフィリピン征服の実地調査を行ったとされ、侵略を警戒するスペインと日本の相互不信が強まっていった。

### 1596年の禁教令
秀吉は1596年に再び禁教令を出し、さらに京都で活動していたフランシスコ会（一部イエズス会）の教徒たちを捕らえて処刑した（日本二十六聖人）。
1597年2月に処刑された26聖人の一人であるマルチノ・デ・ラ・アセンシオンはフィリピン総督宛の書簡で自らが処刑されることと秀吉のフィリピン侵略計画について日本で聞いた事を書いている。「（秀吉は）今年は朝鮮人に忙しくてルソン島にいけないが来年にはいく」とした。マルチノはまた侵攻ルートについても「彼は琉球と台湾を占領し、そこからカガヤンに軍を投入し、もし神が進出を止めなければ、そこからマニラに攻め入るつもりである」と述べている。
この禁教令が発令された理由についてはよく「サン＝フェリペ号事件」が挙げられる。通説においては、巨額の積荷を没収されたサン＝フェリペ号の一人の船員が憤り、宣教師はスペインが領土征服のための尖兵であると積荷を没収された腹いせに発言したことで、秀吉がキリスト教を警戒したためという説がある。豊臣政権はアジアにおけるスペインの脆弱な戦力を正確に把握しており、スペイン人船員の口から出任せの発言を高度な情報分析能力のあった奉行とその報告を受けた秀吉が宣教師脅威論を真に受けたかについての結論は出ておらず、それどころかフィリピン侵略に乗り気であった。
スペイン国王フェリペ2世は1586年には領土の急激な拡大によっておきた慢性的な兵の不足、莫大な負債等によって新たな領土の拡大に否定的になっており、領土防衛策に早くから舵を切っていた。
スペイン側の視点では新領地獲得には否定的であることが判明しているにも関わらず、日本側は宣教を征服の一部と一方的な主張をしているが、この説を裏付けるものはガレオン船8隻の建造費に相当する巨額の財宝を没収された事に動揺した船員が怒りにまかせて口に出した出任せでしかなく、絶対的な軍事的優位を背景にフィリピン総督に服従せねば征伐すると勧告した豊臣秀吉がフィリピンからの侵略を恐れていたことを裏付ける資料もない。
1596年の禁教令において信徒に対する強制改宗などの政策は取られず、京都のフランシスコ会以外には弾圧は加えられなかった。キリスト教は建前上は禁止だがお目こぼしを受けていたという情勢下で、フランシスコ会を始めとする新参の修道会の活動が目に余ったために秀吉が弾圧に踏み切ったという説もある（古参のイエズス会は活動の自粛を促していたが、新参の修道会はそれを無視していた）。

## 江戸幕府による禁教令

### 禁教令発布まで
江戸幕府は当初はキリスト教に対してはこれまでと同様の政策を取り、弾圧と呼べるような政策はとっていなかった。1602年にはドミニコ会、アウグスティノ会の宣教師達が来日して日本に本格的な布教をし始めており、1596年に秀吉の弾圧を受けたフランシスコ会も、1603年に代表ルイス・ソテロが徳川家康や秀忠と面会し、東北地方への布教を行っている。
しかし、幕府の支配体制に組み込まれることを拒否し、かつ活動は活発化していったキリスト教に対して幕府は次第に態度を硬化させていった（日本の情勢に詳しかった古参のイエズス会は秀吉の時代の時と同様に慎重な対応を求めたが、新参の修道会には受け入れられなかった）。日本との貿易権を狙うイギリスやオランダの忠告や、神仏勢力の抵抗活動もあった。
そんな中で1609年にマードレ・デ・デウス号の事件が発生する。それ自体はキリスト教と何の関係もなかったが、その事件処理を巡って当事者でありキリシタン大名として有名でもあった有馬晴信と目付役で同じくキリシタンであった岡本大八の収賄事件が発覚する（岡本大八事件）。
この事件をきっかけとして幕府はキリスト教の禁止を行い始める。

### 慶長の禁教令
江戸幕府は岡本大八事件をきっかけに、慶長17年3月21日（1612年4月21日）に江戸・京都・駿府を始めとする直轄地に対して教会の破壊と布教の禁止を命じた禁教令を布告する。これ自体はあくまで幕府直轄地に対するものであったが、諸大名についても「国々御法度」として受け止め、同様の施策を行った。これは江戸幕府による最初の公式なキリスト教禁止の法令であった。
これは布告された教会の破壊と布教の禁止以外にも、家臣団の中にいるキリスト教徒の捜査が行われ、該当した者は場合によって改易処分に付されるなど厳しい処置が取られた。特に旗本だった原胤信は、出奔後も信仰を続けたために家康の怒りを買い、最期は処刑されている。
その後、一連の処置を総括した「条々」が同年8月6日に出され、慶長17年（1612年）の禁教令は一段落する。また同年5月、岡本大八事件で改易された最後のキリシタン大名・有馬晴信が切腹に処されたため、キリシタン大名は完全に姿を消した。
慶長18年（1613年）12月19日、家康は新たなバテレン追放令の作成に着手した。幕府の重要文書を起草した臨済宗の僧で黒衣の宰相の異名を持つ以心崇伝を江戸に呼び、文案を作成させ、翌日、これを承認、秀忠に送り捺印、12月23日に公布させた。その結果、「伴天連追放之文」ができあがった。伴天連追放之文は排吉利丹文ともいう。「伴天連追放之文」の大半は神道、儒教、仏教に関するもので、キリスト教を統一された日本の宗教（神道、儒教、仏教の三教一致）の敵とし、キリスト教を禁止するための神学的正当性を示そうとした。以後、これが幕府のキリスト教に対する基本法となる。
この禁教令によって長崎と京都にあった教会は破壊され、翌年の慶長19年（1614年）9月には、在日の宣教師、高山右近を初めとする主だった日本人信徒がマカオやマニラに国外追放された。
ただし、公的にはキリスト教は禁止になったが、幕府は「宣教師・信徒の捕縛・処刑」といった徹底弾圧には未だ踏み切らなかった。
また、依然としてキリスト教宣教活動が続いていた。例えば中浦ジュリアンやクリストヴァン・フェレイラのように潜伏して活動を続ける宣教師が存在し（この時点で約50名いたといわれる）、新たに日本への潜入を図る宣教師も後を絶たなかった。京都には「デウス町」と呼ばれるキリシタン達が住む区画も残ったままであった。<--「改変前の文章」→幕府が徹底的な対策を取れなかったのは、通説では宣教師が南蛮貿易（特にポルトガル）に深く関与していたためとされる-->幕府が徹底的な対策を取れなかったのは、通説では宣教師が南蛮貿易（特にポルトガル）に深く関与していたためとされる。

### 元和の大殉教
元和年間での一連のできごとを機に幕府はキリスト教徒の発見と棄教（強制改宗）を積極的に推進していくようになる。
京都所司代であった板倉勝重はキリシタンには好意的で、そのため京都には半ば黙認される形でキリシタンが多くいた（先述の「デウス町」の住人）。しかし、秀忠は元和2年（1616年）に「二港制限令」、続けて元和5年（1619年）に改めて禁教令を出し、勝重はこれ以上黙認できずキリシタンを牢屋へ入れた。勝重は秀忠のお目こぼしを得ようとしたが、逆に秀忠はキリシタンの処刑（火炙り）を直々に命じた。そして同年10月6日、市中引き回しの上で方広寺門前の正面橋近辺で、彼らを方広寺大仏（京の大仏）に向かいあうように磔にして、火あぶりで処刑した（京都の大殉教）。処刑者は52名とされ、この中には4人の子供が含まれ、さらに妊婦も1人いた。正面橋東詰には現在「元和キリシタン殉教の地」という碑が建てられている。
そのような情勢の元和6年（1620年）、日本への潜入を企てていた宣教師2名が偶然見つかる（平山常陳事件）。この一件によって幕府はキリシタンへの不信感を高め大弾圧へと踏み切る。キリスト教徒の大量捕縛を行うようになり、元和8年（1622年）、かねてより捕らえていた宣教師ら修道会士と信徒、及び彼らを匿っていた者たち計55名を長崎西坂において処刑する（元和の大殉教）。処刑された55名には3歳、4歳、5歳、7歳、12歳の子供が含まれていた。これは日本二十六聖人以来の宣教師に対する大量処刑であった。続けて1623年に江戸で55名、1624年に東北で108名、平戸で38名の公開処刑（大殉教）を行っている。
一方でこれらの大弾圧はいち早くヨーロッパへ伝えられ、布教熱を引き起こしたとも言われる。例えばドミニコ会の宣教師は、この後も日本への潜入や潜伏を試みていた。

### 鎖国令と島原の乱
元和2年（1616年）に幕府（秀忠）は最初の鎖国令（厳密には鎖国令ではない）「二港制限令」を出し、その中で「下々百姓に至るまで」とキリスト教の禁止を厳格に示した。以後、鎖国体制が構築されていくが、それは宣教師の潜入を防ぐ、海外渡航した日本人がキリシタンになるのを防ぐという側面を持っていた（ただし、鎖国自体の目的はキリスト教の弾圧ではない）。鎖国を完成させた家光は鎖国令の中でキリスト教の弾圧を直接指示したことはなかったが、長崎奉行への大綱の中でキリスト教徒の捜索・逮捕を指示している。
1616年のニ港制限令によってイギリス人とオランダ人を長崎と平戸に閉じ込めることが決定された。これはイギリス商館長リチャード・コックスの発言が彼が意図した以上に幕府に警戒感を抱かせたことが発端となった可能性が指摘されている。
松倉重政はスペインによる日本侵略や宣教師の脅威を主張してフィリピン侵略の計画を幕府に申し出ている。フィリピン侵略は息子の松倉勝家の代となる1637年においても検討がなされた。
フィリピン征服の司令官は松倉勝家が有力であったが、同年におきた島原の乱によって遠征計画は致命的な打撃を受けた。
鎖国令が構築されていく中で起こった島原の乱は、参加した農民がキリスト教を拠り所にしていたという点で幕府に大きな衝撃を与えた。
この時期にも宣教師の潜入・潜伏はやはり続いており、寛永14年（1637年）には琉球経由で密入国を企てていたドミニコ会の宣教師ら4人が長崎で処刑されている。しかし、鎖国の完成と共に潜伏していた、あるいは潜入を試みていた宣教師達は姿を消していった（ジョバンニ・シドッチのように完全に密入国を試みる者がいなくなったわけではない）。
キリスト教の禁令はローマカトリック教会に限定されていたわけではなく、平戸のオランダ倉庫はキリスト教の年号(1639年)を使用したことを理由に破壊され、オランダ人墓地も同時期に破却、死体は掘り返され海に投棄された。1654年、ガブリエル・ハッパルトは長崎での陸上埋葬の嘆願をしたが、キリスト教式の葬儀や埋葬は認められず、日本式で行うことを条件に埋葬が許可された。
オランダ人の記録によると、徳川家光はオランダ人の宗教がポルトガル人の宗教と類似したものであると理解しており、オランダ人を長崎の出島に監禁した理由の一つにキリスト教の信仰があったとしている。
エンゲルベルト・ケンペルは1690年代の出島において、オランダ人が日本人による様々な辱めや不名誉に耐え忍ばなければならなかったと述べている。キリストの名を口にすること、宗教に関連した楽曲を歌うこと、祈ること、祝祭日を祝うこと、十字架を持ち歩くことは禁じられていた。

### 幕府の諸政策
先述のように元和年間を基点に幕府はキリスト教徒（隠れキリシタン）の発見と棄教（強制改宗）を積極的に推進していくようになった。これは世界に類を見ないほど徹底した禁教政策であった。
幕府はかねてより治安維持のために用いられてきた五人組制度を活用したり、寺請制度を創設するなどして、社会制度からのキリスト教徒の発見及び締め出しを行った。また島原の乱の後には、元和4年（1618年）に長崎で始まった訴人報償制を全国に広げ密告を奨励した。密告の報償金は、人物によって決まり宣教師の場合には銀30枚が与えられた。報奨金は時代によって推移したが、基本的には上昇しており、最後は宣教師1人に付き銀500枚が支払われた。棄教を選択した場合には誓詞（南蛮誓詞）に血判させ、類族改帳によって本人は元より、その親族や子孫まで監視した。また、隠れキリシタンの発見方法としては有名な物に踏み絵がある。そのごく初期には効果があったが、偽装棄教が広まるにつれ発見率は下がっていった。最後は正月の年中行事として形骸化し、本来の意味は失ってしまったが開国まで続けられた。
一方で苛烈な拷問も行われていた。
有名な物には、棄教のために京都所司代の板倉氏が考案したとされる「俵責め」がある。身体を俵に押し込めて首だけ出させ、山積みにして鞭を打つという拷問である。俵責めに耐えられず棄教した信徒は多く、俗に棄教した信徒を「転びキリシタン」（あるいは棄教した宣教師を「転びバテレン」）と呼ぶのは、この俵責めからきているといわれる。
キリシタン弾圧で有名な長崎奉行竹中重義が考案したとされる「穴吊るし」も有名である。穴吊るしは、深さ2メートル程の穴に逆さ吊りにされる拷問である。公開されても穴から出た足しか見えず、耳やこめかみに血抜き用の穴が開けられることで簡単に死ぬことはできず、それでいて棄教の意思表示は容易にできるという非常にきつい拷問であった。寛永10年9月17日（1633年10月18日）、この拷問によって管区長代理であったクリストヴァン・フェレイラが棄教し、カトリック教会に大きな衝撃を与えた。同じく拷問を受けた中浦ジュリアンは殉教している。 
元和年間こそ大量処刑という手を打ったが、基本的に幕府の政策は棄教させることにあり、捕らえて即処刑ということは少なかったばかりか、1708年に密入国してきたシドッチに対しては新井白石の取り成しもあって軟禁に留めている（晩年は地下牢への拘禁）。
こういった幕府の対策により、死刑にされる者より、拷問で死亡したり、棄教したりする者の方が圧倒的に多かった。
江戸時代を通してキリスト教徒の発見・強制改宗は続けられたが、一方で隠れキリシタンもまた信仰を隠し通したり、偽装棄教によって、幕末に至るまで独自の信仰を貫いた。

### 禁教令の緩和
幕末、開国が始まると禁教令の緩和が取られ始めた。
1859年（安政6年）、幕府は開港場居留地において、外国人の信仰の自由を認め、宣教師の来日を許可した。カトリック教会はパリ外国宣教会を通して宣教師を派遣し、フランス横浜領事館付通訳兼司祭として来日したS・B・ジラールは江戸入りしている。またジラールは1862年1月（文久元年12月）に横浜天主堂を建立している。その他にも「隠れキリシタンの発見」で有名なベルナール・プティジャンは、1862年に来日し、1864年に大浦天主堂を建立している。
アメリカ、イギリス、カナダ、オランダからはプロテスタントの宣教師が来日している。正教会からは1861年ニコライ・カサートキンが函館ロシア領事館附属礼拝堂司祭として来日し、後に日本ハリストス正教会を設立している。
ただし、信仰の自由及び、活動が認められたのはあくまで外国人居留地であって、依然日本人に対する布教や日本人の信仰は禁止されていた。プティジャンは大浦天主堂で隠れキリシタンを発見して密かに信徒として匿ったが、それが結果として1867年（江戸幕府の最晩年）に浦上村の信徒が幕府に発覚するきっかけとなり、大きな問題となる（浦上四番崩れ）。この一件は間もなく大政奉還によって明治政府に委ねられ、明治政府の禁教令に大きな影響を与えることとなる（後述）。

## 明治政府による禁教令と政教分離
明治政府は大政奉還（五箇条の御誓文）を出した翌日の明治元年3月15日（慶応4年、1868年4月7日）、5枚の高札により「五榜の掲示」を出した。ここでは、いくつかの江戸幕府の政策を継承することが記されており、その第三項に「切支丹邪宗門厳禁」として江戸幕府からの政策を継承する形で禁教令を出した。これに依拠して前年の「浦上四番崩れ」への対処も信徒の弾圧として続くことになり、信徒を流罪とし、さらに流刑先では拷問や私刑が横行した。
ただ、明治政府のこの対応は公的な布告として使われた高札も幕府から新政府に権勢が移ったことを示したにすぎなかったが、五箇条の御誓文で国際法を守ることを謳いつつ、高札ではそれに反するキリスト教の禁止を謳っていたため、英国公使パークスを始め、列強の反発を招いた（高札制そのものについても反発があったとされる）。
政府の外交顧問を務めていたシャルル・ド・モンブランは、明治2年（1869年）10月に「宗教政策に関する意見書」を提出し、日本が列強諸国からの信教の自由に関する内政干渉を避けるには、少しずつ政教分離政策をとるのが良策であるが、当面の間は黙許するのが良いだろう、と進言した。政府はこの策を採用し、明治6年（1873年）までに制度としての高札の廃止と同時に、これらの各条が事実上廃止され、キリスト教は当面黙認されることとなった。
攘夷論者の中にも、例えば福沢諭吉のように、キリスト教徒の内村鑑三から「宗教の大敵」と批判されながらも、『宗教の必用なるを論ず』（明治9年、1876年）、「宗教は経世の要具なり」（『時事新報』社説、1897年7月24日）などから、後世に彼の持論は単なるキリスト教排斥論者ではなかったとする研究もある
一方で、尊皇に基づく国体維持のための国家神道を進めるべく、明治15年（1882年）には神道から祭祀と宗教を分離し「祭祀を行うだけの神道は宗教ではない」という解釈を、その後明治22年（1889年）に制定された大日本帝国憲法は28条に信教の自由を保障する規定を設け、条文に「安寧秩序ヲ妨ケス」場合に「公共の福祉#一元的外在制約説」にもとづいて排斥できる、という解釈を生み、政治からは手段としても実質神道以外の宗教をほぼ排除した。なお、政府は、1911年に、無政府主義者である幸徳秋水を大逆事件で処刑しているが、その一方で、幸徳の反キリスト教の意識が政府の見解に合致していたため、幸徳の遺作である『基督抹殺論』の刊行を認めている。

明治政府として、キリスト教の活動を公式に認めるのは、明治32年（1899年）7月27日内務省令第41号「宗教宣布ニ関スル届出方」によってである。しかし、ほぼ同時に「一般ノ教育ヲシテ宗教ノ外二特立セシムル件」（文部省訓令第12号、8月3日付）によって、私立学校の教育課程における宗教教育、および学校において宗教的儀式等を行うことを禁止しているなど、教育に関しては慎重な態度が続くことになった。

## 後世の評価
英国国教会は1959年に禁教令で処刑された日本人の殉教者の記念日を2月6日とした。アメリカ福音ルター派教会でも、2月5日を記念日としている。アメリカ合衆国の歴史家ジョージ・エリソンは初代宗門改役に任じられた井上政重をナチスのホロコーストで指導的な役割を果たしたアドルフ・アイヒマンと比較した。

## 戦後
戦後、日本国憲法で信仰の自由が明確に宣言されたが、政教分離に関してはフランス（ライシテに依っている）を除いた西側陣営の欧米に比べて厳格である。
テロ事件を起こしたオウム真理教に関しては破壊活動防止法を適用する計画があったが流れた（オウム真理教破壊活動防止法問題）。その結果、新たに制定された無差別大量殺人行為を行った団体の規制に関する法律（団体規制法）によって後継団体Aleph等が監視下に置かれている。

## キリスト教以外の禁教令
キリスト教以外にも禁教令が出された宗教（邪宗門）はあった。日蓮宗不受不施派は1665年に幕府によって禁教令が出され、キリスト教と同様に徹底的な禁教政策を受けた。
局所的な物では、1601年（慶長6年）に島津家（薩摩藩）が一向宗（浄土真宗）禁止令を出している。同様の例は人吉藩にも存在した。一向宗に対する迫害や弾圧はそれ以外にも行われているが、政策として禁止を明言したのは珍しく、この地域に隠れ念仏が生ずる一因になった。
不受不施派に対する禁令解除もまた明治まで待つ必要があり、1876年（明治9年）4月10日に派名の再興と布教が許可されることとなった。一向宗に対する弾圧も維新後は消滅したが、隠れ念仏は一宗派のような形で現在に続いている。